# Cantone di Bletterans
Il Cantone di Bletterans è una divisione amministrativa dell'arrondissement di Lons-le-Saunier.
A seguito della riforma approvata con decreto del 17 febbraio 2014, che ha avuto attuazione dopo le elezioni dipartimentali del 2015, è passato da 13 a 60 comuni.

## Composizione
I 13 comuni facenti parte prima della riforma del 2014 erano:
- Arlay
- Bletterans
- Chapelle-Voland
- Cosges
- Desnes
- Fontainebrux
- Larnaud
- Nance
- Quintigny
- Relans
- Les Repôts
- Ruffey-sur-Seille
- Villevieux

Dal 2015 i comuni appartenenti al cantone sono i seguenti 60:
- Abergement-le-Petit
- Arlay
- Aumont
- Barretaine
- Bersaillin
- Biefmorin
- Bletterans
- Bois-de-Gand
- Brainans
- Bréry
- Champrougier
- Chapelle-Voland
- La Charme
- La Chassagne
- Le Chateley
- Chaumergy
- La Chaux-en-Bresse
- Chemenot
- Chêne-Sec
- Colonne
- Commenailles
- Cosges
- Darbonnay
- Desnes
- Les Deux-Fays
- Fontainebrux
- Foulenay
- Francheville
- Froideville
- Grozon
- Larnaud
- Lombard
- Mantry
- Miéry
- Monay
- Montholier
- Nance
- Neuvilley
- Oussières
- Passenans
- Plasne
- Quintigny
- Recanoz
- Relans
- Les Repôts
- Ruffey-sur-Seille
- Rye
- Saint-Lamain
- Saint-Lothain
- Sellières
- Sergenaux
- Sergenon
- Toulouse-le-Château
- Tourmont
- Vers-sous-Sellières
- Villerserine
- Villers-les-Bois
- Villevieux
- Le Villey
- Vincent